# Ascite eosinofila

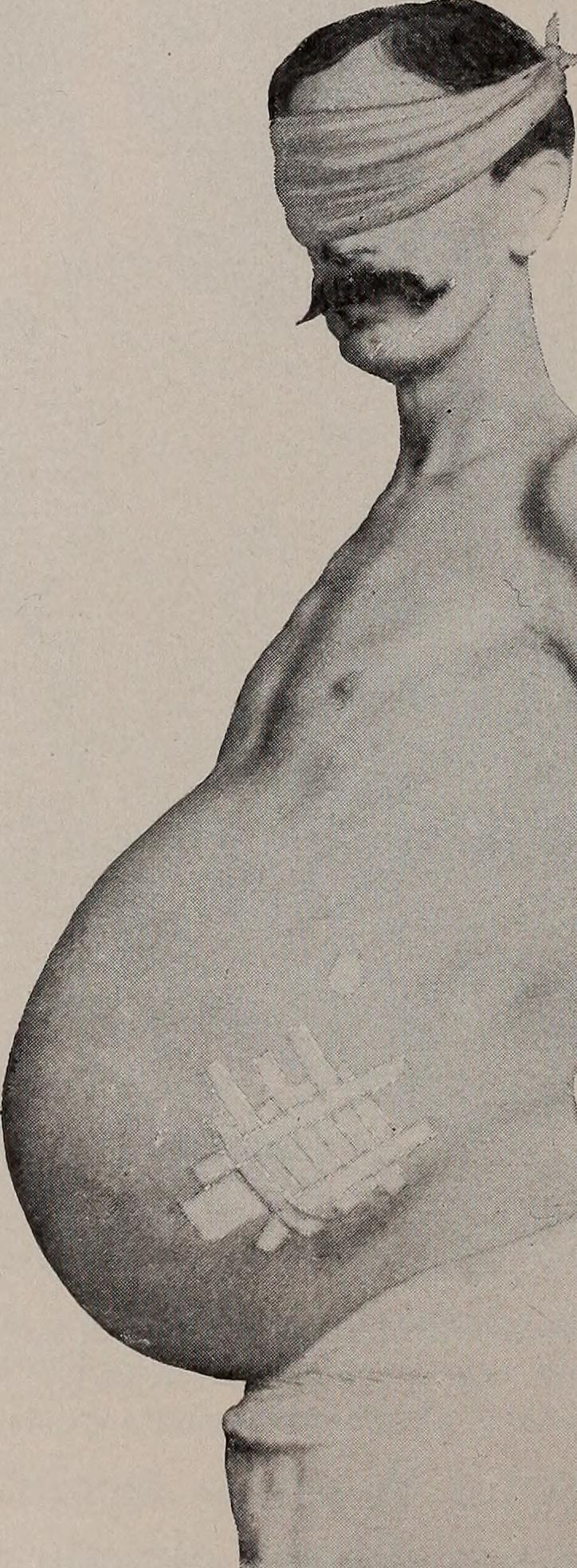
Illustrazione del 1899 di un uomo con una generica ascite

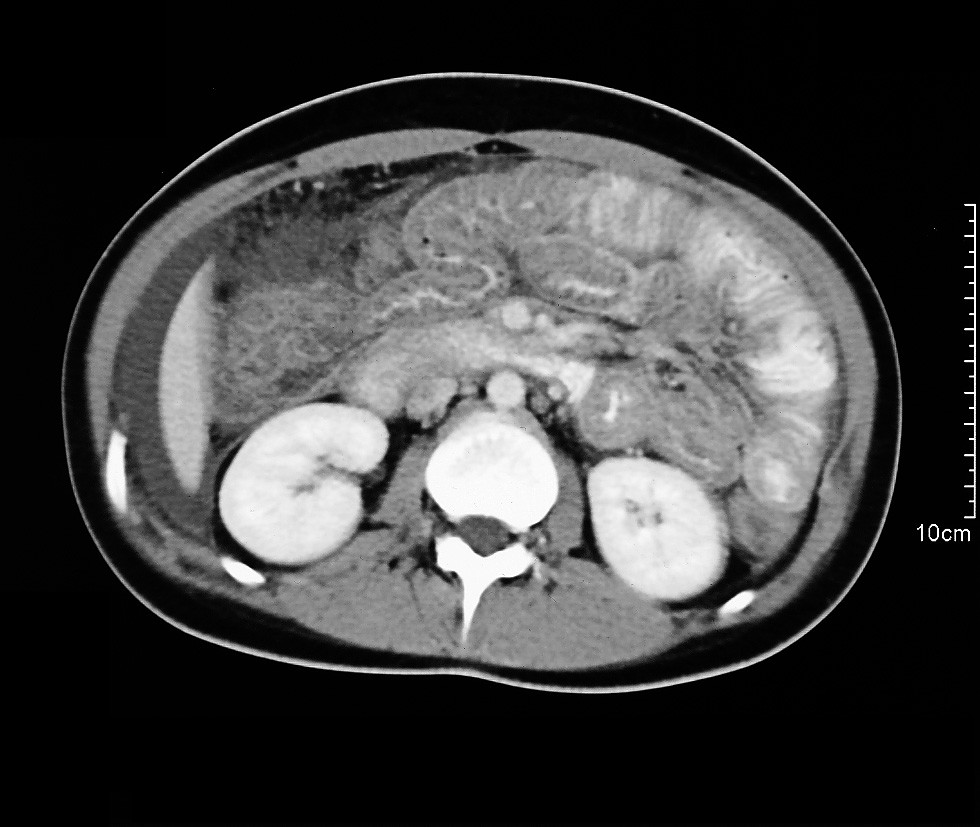
Tomografia computerizzata con mezzo di contrasto di una gastroenterite eosinofila in cui si evidenzia un'ascite

L'ascite eosinofila è una condizione patologica che si caratterizza per la presenza di versamento nella cavità peritoneale (ascite) ricca di eosinofili.

## Eziologia
La condizione patologica più frequentemente correlata all'ascite eosinofila è la gastroenterite eosinofila.

## Patogenesi
Nella forma sierosa della gastroenterite eosinofila c'è un'infiltrazione di eosinofili nella sierosa degli organi addominali. Tale evenienza porta alla formazione di un essudato, ricco in eosinofili che caratterizza il liquido ascitico.

## Diagnosi
La diagnosi si basa sul prelievo del liquido ascitico (paracentesi) e la valutazione con esame microscopico della presenza degli eosinofili.

## Terapia
Una possibile terapia è l'evacuazione del liquido ascitico con paracentesi evacuativa, ma il trattamento della patologia di base rimane necessario.